# Karl Anton Eugen Prantl
Karl (ou Carl) Anton Eugen Prantl est un botaniste bavarois, né le 10 septembre 1849 à Munich et mort le 24 février 1893.

## Biographie
Il fait ses études à Munich et est diplômé en 1870 avec une thèse intitulée Das Inulin. Ein Beitrag zur Pflanzenphysiologie (L’Inuline, une contribution à la physiologie végétale). Il travaille avec Karl Wilhelm von Nägeli (1817-1891) et Julius von Sachs (1832-1897).
En 1877, il devient professeur à l’institut de pédagogie forestière d’Aschaffenbourg, qui est transféré à l’université de Breslau en 1889, où il assure également la direction du jardin botanique de l’université. Prantl travaille principalement sur les cryptogames.

## Liste partielle des publications
Voir les publications disponibles sur biodiversitylibrary.org.
- 1887 : Lehrbuch der Botanik (Manuel de botanique), 7 éditions, Leipzig.
- 1875 et 1881 : Untersuchungen zur Morphologie der Gefäßkryptogamen (Studies on morphology of the Vascular Cryptogams), Leipzig, 2 fascicules.
- 1884 : Exkursionsflora für das Königreich Bayern (Flora of the excursion to the Bavaria kingdom), Stuttgart.
- 1887 : avec Heinrich Gustav Adolf Engler (1844-1930) (éditeurs) : Die natürlichen Pflanzenfamilien (The natural plant families), 2 éditions, Leipzig.